# 巽寿美子
巽 寿美子（たつみ すみこ、本名:三原保子、?年9月10日 - 没年不明）は、元宝塚少女歌劇団男役の人物である。兵庫県神戸市須磨区出身。愛称はミハラ。

## 略歴
- 1919年、宝塚歌劇団9期生として、宝塚音楽歌劇学校（現在の宝塚音楽学校）に入学して、宝塚少女歌劇団（現在の宝塚歌劇団）に入団。当時は入学=入団で学校と劇団は一体であった。

- 1926年（大正15年）6月14日[5]、宝塚少女歌劇団を退団。

- 1927年（昭和2年）、宝塚少女歌劇団に復帰。月組に配属される[5]。

- 1935年（昭和10年）、宝塚少女歌劇団を退団。

## 宝塚歌劇団時代の主な舞台出演
- 『牧神の戯れ』（花組）（1922年8月1日 - 9月10日、宝塚新歌劇場(公会堂劇場)）
- 『検察官』（花組）（1923年7月10日 - 8月19日、宝塚新歌劇場(中劇場)）
- 『昔噺帝釋天』（花組）（1924年5月1日 - 5月21日、宝塚新歌劇場(中劇場)）
- 『ほんもの』（雪組）（1924年7月1日 - 7月18日、宝塚新歌劇場(中劇場)）
- 『眼』（花組）（1924年11月1日 - 11月30日、宝塚大劇場）
- 『鍍金揃ひ』（雪組）（1925年3月1日 - 3月31日、宝塚大劇場）
- 『楽しき人々』（雪組）（1925年5月1日 - 5月31日、宝塚大劇場）
- 『ボーイスカウト』『ラヂオ祟る』（雪組）（1925年8月1日 - 8月31日、宝塚大劇場）
- 『トラビアタ』（雪組）（1925年11月1日 - 11月30日、宝塚大劇場）
- 『幻』（雪組）（1926年2月1日 - 2月28日、宝塚大劇場）
- 『富士太鼓』『人格者』（月組）（1927年5月1日 - 5月31日、宝塚大劇場）
- 『猿蟹合戦』（月組）（1927年8月1日 - 8月31日、宝塚大劇場）
- 『公時手柄ばなし』『親友』（月組）（1927年11月1日 - 11月30日、宝塚大劇場）
- 『三人静』『イタリヤーナ』（月組）（1928年3月1日 - 3月31日、宝塚大劇場）
- 『室戸の鯨』『ハレムの宮殿』（月組）（1928年9月1日 - 9月30日、宝塚大劇場）
- 『榎の僧正』（月組）（1929年3月1日 - 3月31日、宝塚大劇場）
- 『トーキー時代』（月組）（1929年6月1日 - 6月30日、宝塚大劇場）
- 『江戸名物詩』（月組）（1929年9月1日 - 9月30日、宝塚大劇場）
- 『賣切れ申候』『天上の悟空』（月組）（1929年12月1日 - 12月28日、中劇場）
- 『バグダッドの医醫者』『富士太鼓』『偽片輪』（月組）（1930年5月1日 - 5月31日、宝塚大劇場）
- 『パリゼット』（月組）（1930年8月1日 - 8月31日、宝塚大劇場）
- 『近代三銃士』（月組）（1930年11月1日 - 11月30日、宝塚大劇場）
- 『奴道成寺』『セニョリータ』（月組）（1931年1月1日 - 1月31日、宝塚大劇場）
- 『小袖物狂』（月組）（1931年4月1日 - 4月30日、宝塚大劇場）
- 『短波長発信機』『世界の花嫁』（月組）（1931年7月1日 - 7月31日、宝塚大劇場）
- 『かたきうち』（月組）（1931年10月1日 - 10月31日、宝塚大劇場）
- 『ロボットの戯れ』（月組）（1932年2月1日 - 2月29日、宝塚大劇場）
- 『棒しばり』『フービーガール』（月組）（1932年5月1日 - 5月31日、宝塚大劇場）※『棒しばり』は15日までであった。
- 『ブーケ・ダムール』（月組）（1932年8月1日 - 8月31日、宝塚大劇場）
- 『女王萬歳』（月組）（1932年11月1日 - 11月30日、宝塚大劇場）
- 『巴里ニューヨーク』（月組）（1933年2月1日 - 2月28日、宝塚大劇場）
- 『ヴォルガの船唄』『ラヴリイラーク』（月組）（1933年5月1日 - 5月31日、宝塚大劇場）
- 『巴里のアパッシュ』（月組）（1933年10月1日 - 10月22日、中劇場）
- 『竹柴道中記』（月組）（1934年5月5日 - 5月20日、中劇場）
- 『素襖落』（月組）（1934年11月1日 - 11月30日、宝塚大劇場）
- 『白鳥城譚』『盗み酒』『モオンブルウメン』（月組）（1935年6月1日 - 6月30日、宝塚大劇場）